# Estadio Príncipe Felipe
El Estadio Príncipe Felipe, propiedad del Club Polideportivo Cacereño, es un recinto deportivo para la práctica del fútbol ubicado en Cáceres, España. Fue inaugurado el 26 de marzo de 1977 y su aforo es de 7000 espectadores ampliable a 14.000 con gradas supletorias. Cuenta con una tribuna de asientos techada de 1861 espectadores, y una preferencia de 3 656 espectadores sentados frente a ésta. El estadio no cuenta con fondos detrás de ninguna de las dos porterías.
El estadio acoge los partidos como local del Club Polideportivo Cacereño, en los que ha pasado por la Copa del Rey, Segunda División B y Tercera División de España.

## Historia
El estadio se inauguró de forma oficiosa el 26 de marzo de 1977 con un partido entre los equipos de la Selección Extremeña y el CP Cacereño. Más de un año después, el 29 de mayo de 1978, se celebró la inauguración oficial en un partido contra la UD Salamanca que acabó en empate a 0, aquel día acudieron al partido 7 000 personas. El primer partido liguero que registró el nuevo estadio fue el 10 de abril de 1977, partido en el que el CP Cacereño venció por 3-1 al Ceuta. Hasta el 29 de mayo de 1981 el estadio no inauguró iluminación artificial. El 19 de enero de 2013 una tormenta derribó una de las cuatro torretas de luz dejando al campo sin iluminación hasta 2019 cuando el club consiguió los medios económicos necesarios para su reparación, unos días antes del partido de Copa del Rey ante el Alcorcón que debía jugarse a las 8 de la tarde.
El estadio ha acogido partidos de gran nivel, como un amistoso entre España y Rumanía el 17 de abril de 1991 donde se colocaron gradas supletorias en los dos fondos y en los laterales de la tribuna para la ocasión, teniendo un lleno absoluto de 16 000 espectadores, un partido oficial de 1ª División entre el Atlético de Madrid (ejercía como local) y el Deportivo de La Coruña el 19 de enero de 1992 en el que hubo lleno total de 7 000 espectadores y también el partido contra el Cádiz en 2002 en 2º B, que tuvo otro lleno de 7 000. Acogió el partido sub-18 entre España y Alemania en mayo de 1992 y en 2012 se jugó en él el partido de dieciseisavos de final de la copa de S. M. el Rey entre el C.P Cacereño y el Málaga que en ese momento jugaba la Liga de Campeones con unos 6 500 espectadores, rozando el lleno que pocas veces se ha visto al 100%. Además, ha sido sede de conciertos de primer nivel como los de Dire Straits o Sting.
El 3 de enero de 2023 en la eliminatoria de dieciseisavos de final de la Copa del Rey de fútbol 2022-23 recibió por primera vez la visita del Real Madrid C. F. llenando además del aforo las gradas supletorias alcanzando un aforo de 15 000 espectadores. El resultado final final fue una derrota ajustada por 0-1 con gol del delantero brasileño Rodrygo Goes en el minuto 69. Tras la visita del conjunto blanco el estadio precisó nuevamente de ampliaciones de aforo mediante gradas supletorias en los Playoff de Ascenso contra el Recre, el Real Ávila y el  CD Estepona, además de para recibir la visita del Atlético de Madrid nuevamente en Copa del Rey. Estas situaciones junto al ascenso de categoría del Cacereño en 2025, supusieron la primera gran remodelación del estadio. Para ello se puso en marcha un proyecto de cambio del sistema de drenaje y el césped, se numeró la sección de Preferencia y debido a la consiguiente reducción de aforo se construyó una nueva grada tras la portería del Fondo Norte. 

## Ubicación y acceso
El estadio se encuentra en el polígono Las Capellanías y el transporte urbano es la Línea 5.

### Autobús urbano
|  | Parada Inicial       | Parada final      | Parada estadio                            |
|  | -------------------- | ----------------- | ----------------------------------------- |
|  | Pol. Las Capellanías | Pol. Charca Musia | 208 P. Capellanías (C. Seguridad Laboral) |

## Partidos internacionales

### Selección española de fútbol
| 17 de abril de 1991 | España | 0-2 (0-0) | Rumania                              | Estadio Príncipe Felipe, Cáceres                                    |                                                                     |
|                     |        |           | Daniel Timofte 46' Gavril Balint 57' | Asistencia: 16.000 espectadores Árbitro(s): João Correia (Portugal) | Asistencia: 16.000 espectadores Árbitro(s): João Correia (Portugal) |
| Partido amistoso    |        |           |                                      |                                                                     |                                                                     |